# Nicolaas III van Putten
Nicolaas III van Putten (ca.1260 – 27 oktober 1311) was heer van Putten (heerlijkheid Putten), veldheer van Holland (1299-1304) en het Sticht (1311). Hij komt ook wel voor als: Nikolaes, Nicolaus, Nicolaes, Clais, Claes, Clais, Niclays of Niclayse, Heer van Putten of Put, Pitten of Patten.

## Levensloop

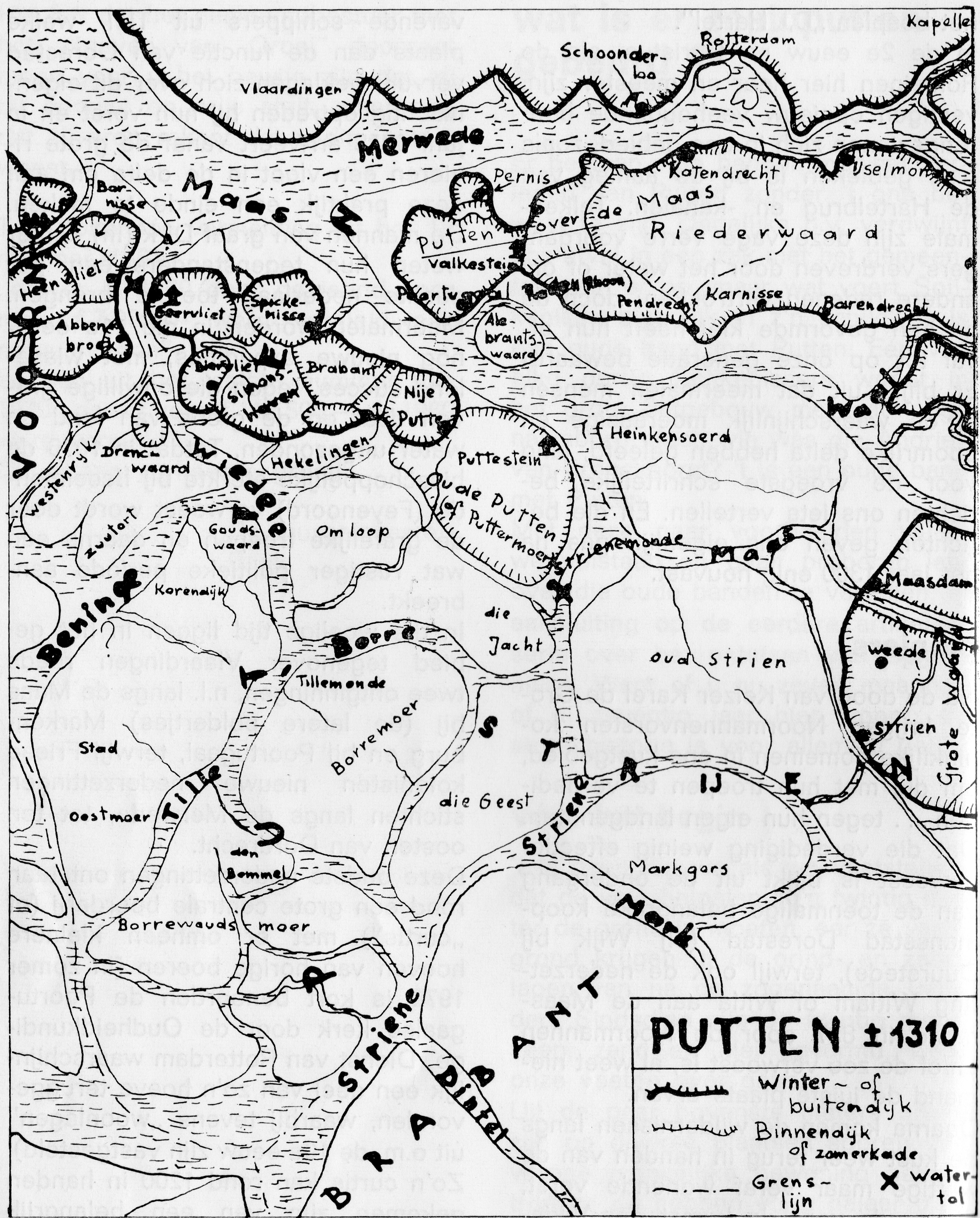
Kaart Heerlijkheid Putten & Strijen ±1310

### Het kind van Putten
Hij was een zoon van Nicolaas II van Putten en volgde hem op in 1276 als opvolger van alle landgoederen. Hij komt tussen 1276-1284 in diverse aktes voor als "het kind van Putten": zijn vader overleed voordat hij "mondig" was (de gerechtigde leeftijd had om te regeren). Graaf Floris V bepaalde dat Jan Hesselszoon de voogdij zou uitoefenen als baljuw van Putten, onder toezicht van Floris van Henegouwen, die sinds 1272 door zijn neef, de graaf, was aangesteld tot baljuw van geheel Zuid-Holland. Beiden zouden de inkomsten der heerschappij gelijkelijk onder elkaar verdelen. Maar een tante van Nicolaas, jonkvrouw Berte, zuster van Nicolaas II, zou na betaling van haar broeders schulden en legaten, met deze beide voogden delen, zodat de inkomsten in drieën werden gedeeld, totdat Nicolaas zelf het bewind kon gaan voeren.

### Heer van Putten (en Strijen)
Vanaf ±1285 trad Nicolaas III zelfstandig op als erfgenaam en heer van Putten. Onder zijn bewind werd het land van Putten uitgebreid met de leengoederen van Simonshaven, Oud Schuddebeurs en Drenkwaard als leenbezit van het graafschap Holland.
Hij was vóór 13-5-1293 getrouwd met Aleyd, Vrouwe van Strijen (ook wel: Aleid(a)/Aleidis van Strien; 1275-1316). Zij was de dochter en enig erfgename van Willem IV van Strijen en Oda van Borsselen. De Heerlijkheid Strijen lag pal ten oosten van de Heerlijkheid Putten (hij trouwde dus in feite met zijn buurmeisje) en bestond uit het oostelijke deel van de Hoeksche Waard en een stukje in Noord-Brabant (Zundert en Zevenbergen). Toen haar vader in 1292 overleed, erfde Aleyd zijn bezittingen. Sinds 1294 voerde Nicolaas III, namens en met zijn echtgenote Aleyd, het bewind over Strijen. Nicolaas III was ook Heer van Dubbelmonde (iets ten oosten van Strijen).

### Carrière en aanzien
Nicolaas III nam volop deel aan de politiek van Holland en aan strijdtonelen. Hij was een geducht krijgsheld en een vertrouwensman van zijn vorsten. Hij moet een klein leger soldaten en een vloot bij zich gehad hebben en veel gereisd hebben.
Nicolaas III komt in 1284 voor in een charter waarin hij door Floris V van Holland wordt genoemd als fidelum nostrum (onze getrouwe). Op 9 januari 1296 was hij met deze graaf Floris V in Parijs om het verdrag tussen de graaf en Frankrijk te bezegelen.  Later dat jaar werd de graaf vermoord; Nicolaas III bleef de wettige opvolgers van Floris V trouw. Dat bracht hem in lastige situaties, maar versterkte uiteindelijk zijn positie. Zijn hulp en trouw werden beloond met (1) een jaargeld van 100 pond uit de tol van Strienemonde (hoewel Strienemonde onderdeel van Strijen was, was de tol in het bezit van de graaf) en (2) een akte uit 1303 waarin Putten en Strijen tot "onsterfelijke leen" werden verklaard, wat betekende dat ook de vrouwelijke lijn hen kon erven (bevestigd in februari 1304 met een brief van graaf Jan II).
In 1303 is Van Putten betrokken als arbiter in een geschil, op 20 maart 1303 neemt hij deel aan de Slag bij Duivenland, waar zijn verwant "Dirk van Haarlem" sneuvelt.
Op 20 maart 1304 werd hij samen met Willem de Goede, zoon van de graaf, Witte van Haemstede en Nicolaas' verwant en leenheer Gerard van Voorne in Zierikzee tot ridder verheven door Jan II van Avesnes, graaf van Holland en Zeeland. Wellicht was dit als dank voor alle oorlogen waaraan hij op eigen kosten had deelgenomen, zoals in 1296-1297 in West-Friesland. 
Aansluitend aan de ridderslag brak er oorlog uit met een Vlaams-Zeeuwse vloot. Nicolaas en zijn mannen vochten mee. Aanvankelijk verloor Holland de slag, maar zij sloegen terug. De heer van Putten werd later dat jaar door Dordrecht gevraagd om leiding te geven aan de verdediging van de stad. De stad werd in mei/juni 1304 belegerd door de hertog Jan II van Brabant en Van Putten wist dapper weerstand te houden en de Brabanders te verjagen en wist daarbij Waalwijk en Geertruidenberg te veroveren op de hertog.
Zijn kasteel Puttensteyn (in het oosten van de Heerlijkheid Putten, bij de grens met Strijen) ging echter in vlammen op. Uiteindelijk wonnen de Hollanders en werden de tegenstanders uit Holland verdreven, mede dankzij steun van een groot leger uit Frankrijk en van Hollandse steden als Delft, Dordrecht en Haarlem. Na afloop maakte Nicolaas III de rekening op en kwam hij op een totale schade van 13.900 Hollandse ponden, wat voor die tijd een enorm bedrag was. In dat bedrag waren o.a. inbegrepen: het losgeld voor 125 gevangenen, schade door verliezen van koren en vee, brandschade aan Puttensteyn, verliezen aan inkomsten. Daarnaast waren 2 zonen van zijn tante en 45 mannen uit zijn leger gesneuveld.
Nicolaas III had rond 1304 zo'n 100 leenmannen, die grond, huizen, visrechten, inkomsten uit tienden en boeten van hem in leen hielden. Door de omvangrijke grondbezittingen in zowel de heerlijkheid Putten als in Strijen, ontvingen Nicolaas en Aleyd grote geldelijke inkomsten. In de eerste jaren van van de 14e eeuw was hun jaarlijks inkomen minstens 1000 ponden. Nicolaas III was hierdoor een van de rijkste en machtigste vazallen van de Hollandse graven, die niet onderdeed voor andere aanzienlijke heren.

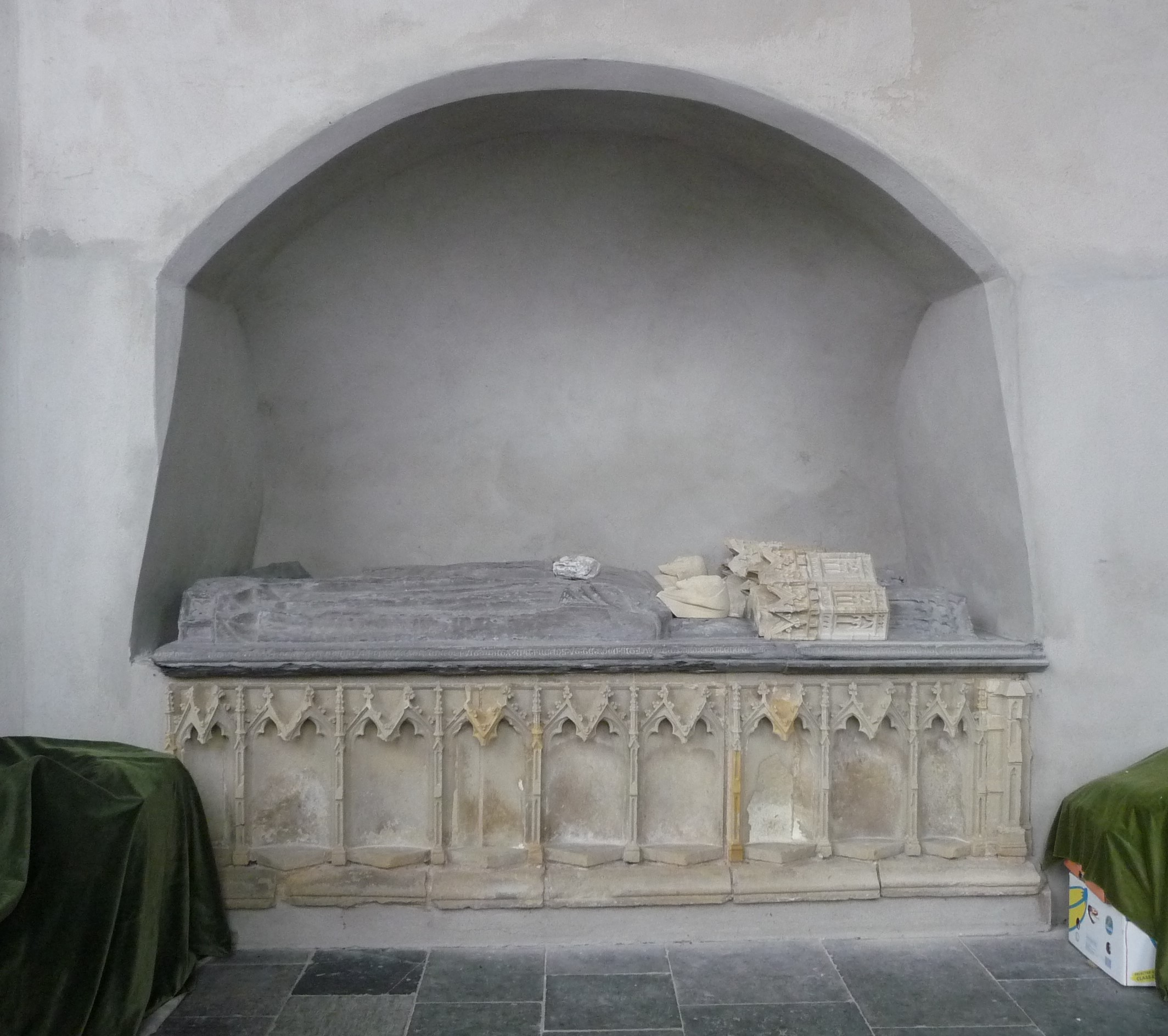
Grafmonument Nicolaas III van Putten en Aleida van Strijen in de kerk van Geervliet

Het toppunt van zijn carrière bereikte Nicolaas III in juli 1304: de zieke graaf Jan II vertrouwde hem tijdelijk het bewind over Holland, Zeeland en Friesland toe, terwijl Willem, de 17-jarige zoon van de graaf, als legeraanvoerder de Hollandse troepen leidde. Na het overlijden van de graaf, een maand later, nam deze zoon Willem de regering over.
In augustus 1311 werd Van Putten ingehuurd door de bisschop van Utrecht als veldheer van het Sticht. Samen met de heren van Arkel en van Brederode stak hij met schepen de Zuiderzee over om de opstandige Friezen te bestrijden in Stellingwerf. Tijdens de reis werd de vloot geteisterd door zware regenbuien en windstoten, de missie werd afgebroken. Van Putten overleed kort daarna op 27 oktober 1311, doodsoorzaak onbekend, Obreen veronderstelt dat hij tijdens dat slechte weer een ziekte heeft opgelopen. Hij werd begraven in de kerk van Geervliet, evenals later zijn echtgenote. Hij werd na zijn dood opgevolgd door zijn dochter Beatrijs. Zij zorgde later voor een praalgraf voor haar ouders in diezelfde kerk.

### Zieleheil en nalatenschap

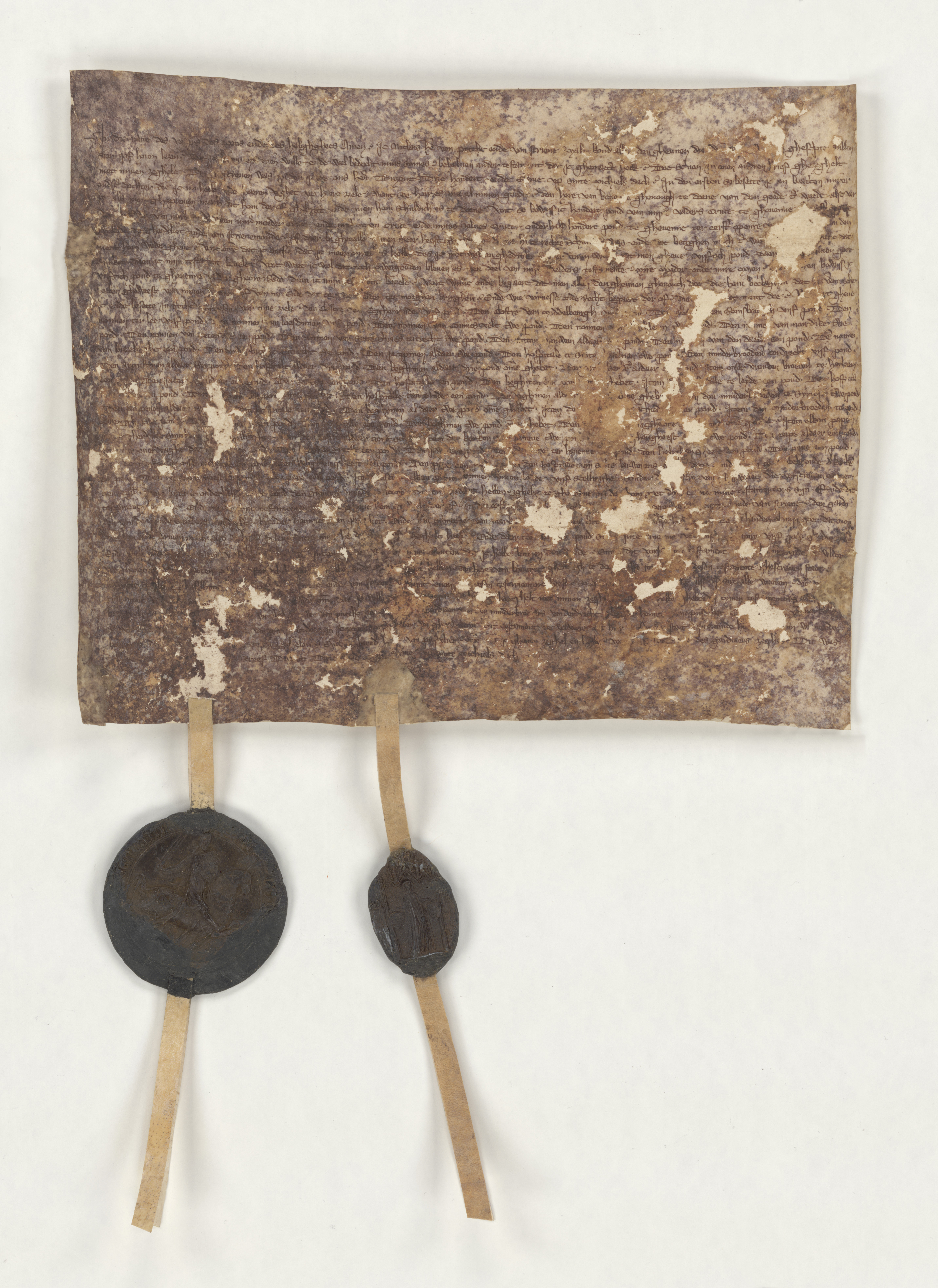
Aanvullend testament Nicolaas III van Putten (1311) met zegels van hem en Aleyd

Om voor zijn eeuwige geluk zorg te dragen, en ook voor dat van zijn gemalin Aleyd, stichtte Nicolaas III in februari 1307 een kapittel van tien kanunniken in de Onze Lieve Vrouwe-kerk van Geervliet. Op 5 maart 1308 werd dit besluit bekrachtigd door de Utrechtse bisschop. Deze aan Maria gewijde hoofdkerk van Putten kreeg belangrijke schenkingen van Nicolaas III en zijn vrouw Aleyd. Nicolaas zorgde er ook voor dat de priesters een jaargeld ontvingen van de rentmeester van de Heerlijkheid Putten.
Eerder, in 1305, stelde hij in zijn testament geldelijke uitkeringen vast voor de semi-kerkelijke "Heylige Gheest"-meesters in plaatsen door heel de Heerlijkheid Putten. In de zomer van 1307 ging hij over tot betalingen aan armenzorgmeesters.
Waarschijnlijk toen hij zijn einde voelde naderen, in september 1311, had hij een aanvullend testament gemaakt met daarin o.a. een lange lijst van kerken, kloosters en hospitalen tussen Egmond en Mechelen, en van vele geestelijken en begijntjes, die hij uitkeringen toezegde. Eind oktober 1311 stichtte hij nog een capelrie (stichting ter bezoldiging van een kapelaan) in de Geervlietse kerk, te betalen uit de tienden van Spijkenisse. Zijn oudste dochter Beatrice en haar man Hugo van Sottegem garandeerden op 13 oktober 1311 de goederen die Nicolaas zou nalaten aan zijn twee andere, nog minderjarige dochters Oede en Alyde.
Na zijn overlijden kwamen zijn roerende goederen bij de Graaf van Holland, die ze weer aan zijn weduwe Aleyd gaf. Zijn echtgenote Aleyd, broeder Heinric van Pufvliet (gardiaan van de Minderbroeders te Dordrecht) en Nicolaas' broer Simon van Markenburg waren aangewezen als uitvoerders van zijn testamenten.
Nicolaas III werd herinnerd als een dapper man, de gesel der Brabanders, aan hem was het voor een belangrijk deel te danken dat geheel Zuid-Holland, toen de ketenen der slavernij reeds voor haar geklonken waren, de vrijheid weer te danken. Vernuftig in het het uitbreiden van 's lands nering en welvaren. Zijn landvorst Willem de Goede heeft zijn bijstand zo hoog geschat dat hij vijftien jaren na de dood van Nicolaas III de inwoners van Putten en Stryen tolvrij verklaarde. Daarnaast was hij een goed zoon van de kerk.

## Zegels
Nicolaas III voerde verschillende zegels, met randschriften in het Latijn:
- In 1291: Rond zegel zoals zijn vader en grootvader, met als randschrift: s’ NICOLAI DE PVTTE (zegel van Nicolaas van Putten).
- 1296-1303: Rond zegel, met een middellijn van 26 mm, met daarop een gemetseld putje met putgalg, waaraan een emmer hangt. Randschrift : NICOLAI DE PITTEO (Nicolaas van Putten).
- Ruiterzegel, met een middellijn van 72 mm. Op een naar herautisch links (voor de kijkers naar rechts) gewend paard met een ridder met een schild, waarop het wapen van het Huis van Putten is afgebeeld. Randschrift: s. NICOLAI DNI PE PVTTE  ET DE STRIENE MILITIS (zegel van Nicolaas van Putten en de soldaten van Striene.)

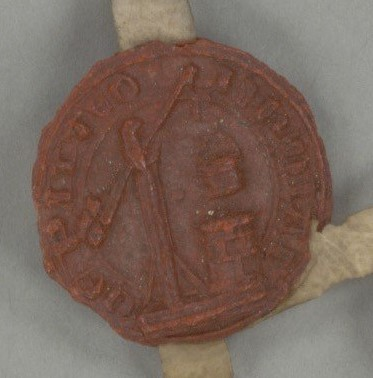
Zegel Nicolaas III met waterput (1303)
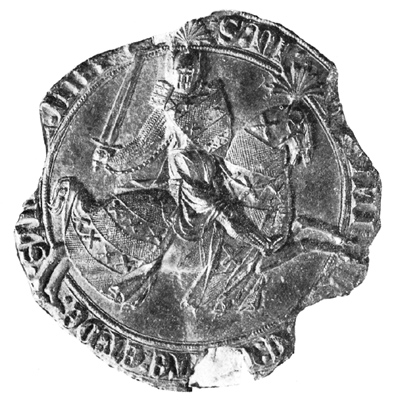
Ruiterzegel Nicolaas III van Putten

## Residenties
- Net als voor zijn ouders en grootouders was kasteel Puttensteyn de belangrijkste residentie van het gezin en de hofhouding van Nicolaas III en Aleyd. Het lag in de polder het Oude Putten in de Hoeksche Waard, tussen het huidige Oud-Beijerland en Heinenoord. Maar dat kasteel werd tijdens een oorlog in 1304 verwoest.
- Omdat Puttensteyn in 1304 als verloren werd beschouwd, verhuisde Nicolaas III met zijn gezin en hofhouding naar Geervliet, waar Nicolaas III een versterkte hoeve bezat, die hij ombouwde tot kasteel, het Hof van Geervliet.
- Ook stichtte hij in 1304 het Slot Valckesteyn, in Poortugaal, in "Putten over de Maas".
- Aleyd erfde Huis Ten Strijen van haar vader. Onbekend is of Nicolaas III en Aleyd en/of hun nakomelingen hier daadwerkelijk hebben gewoond. In 1324 verkocht haar dochter Beatrijs dit huis aan Willem van Duivenvoorde.

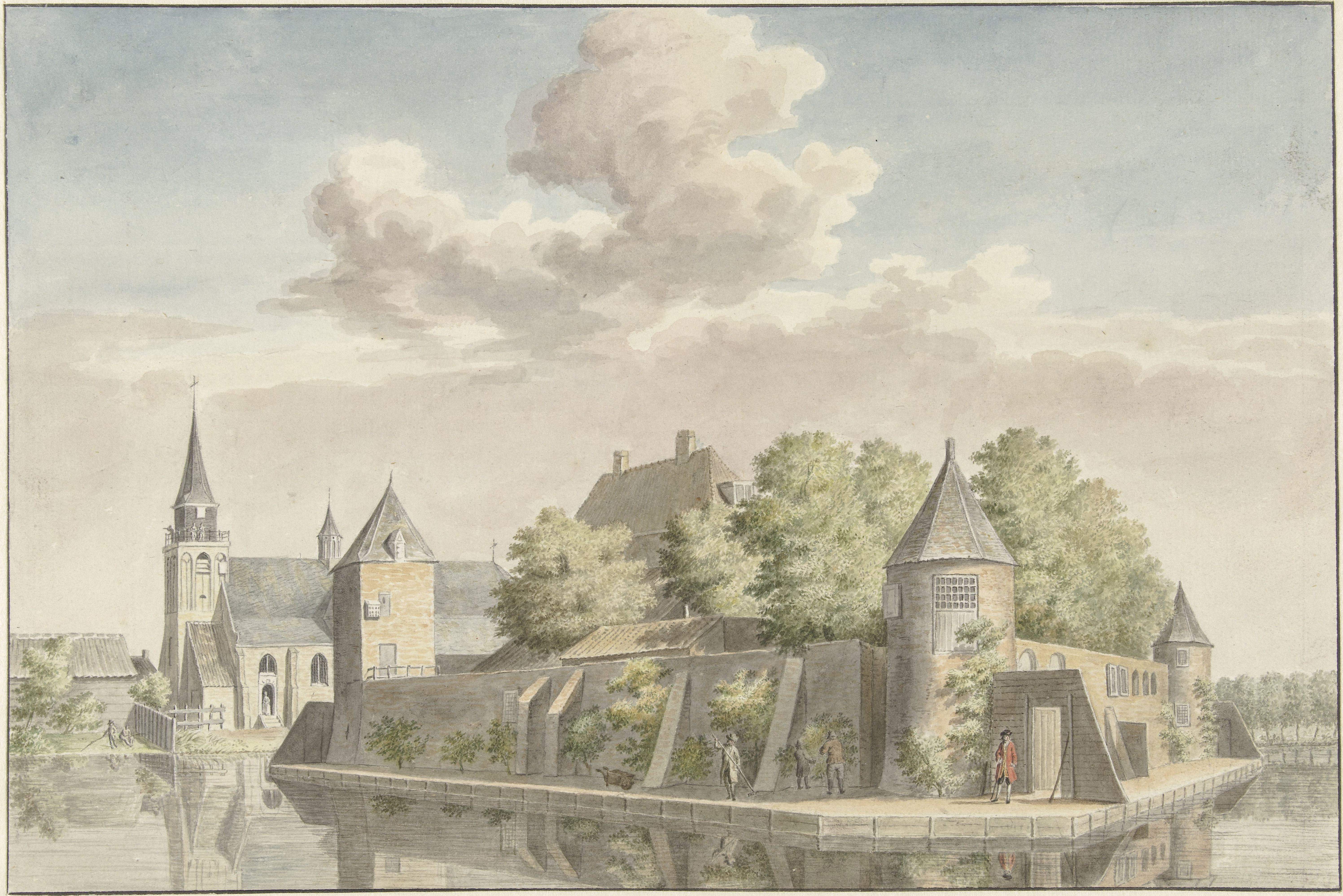
Het Hof van Putten en de kerk van Geervliet (18e eeuw)
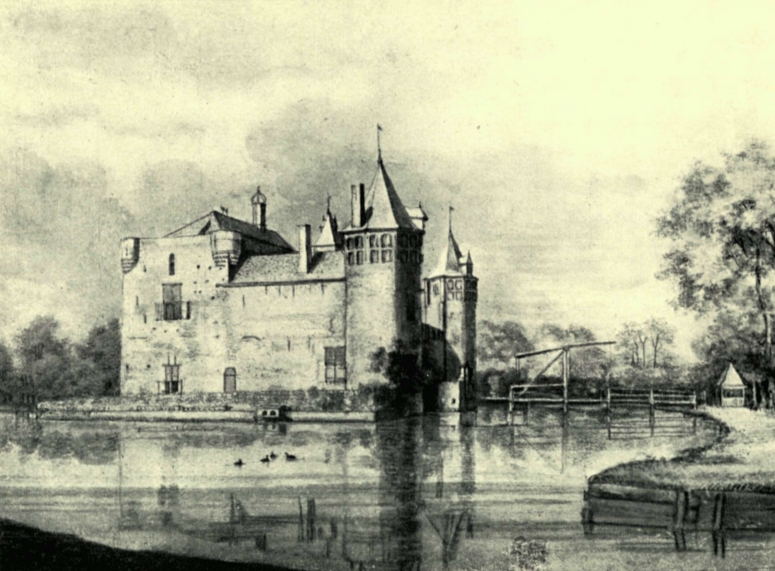
Slot Valckesteyn in Poortugaal (1650 door R. Rogman)
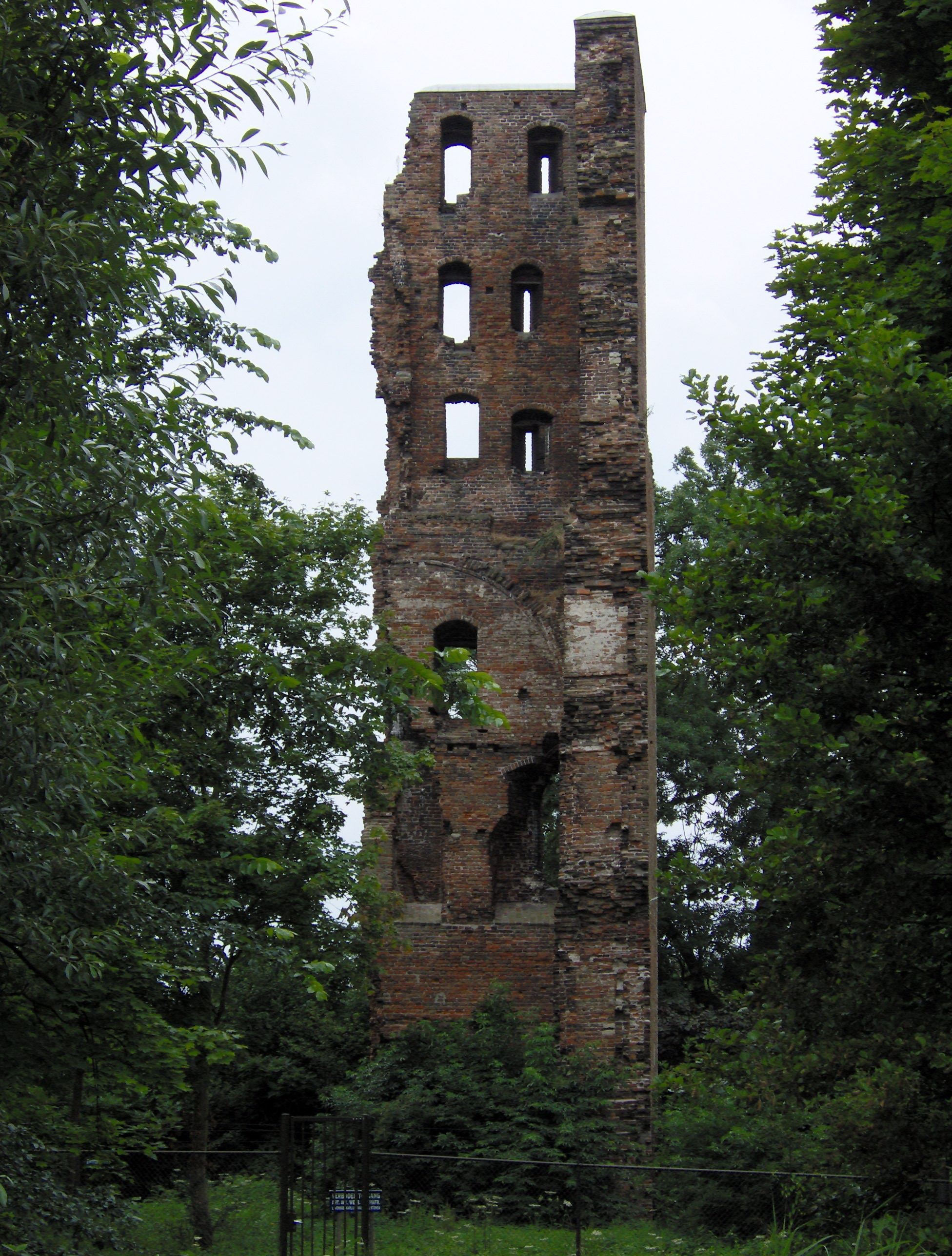
Kasteel Strijen

## Huwelijk en kinderen
Nicolaas III trouwde met Aleida vrouwe van Strijen (1270-1316). Uit dit huwelijk werden geboren:
- Beatrijs (Beatrix) van Putten (1295–1354), vanaf 1311 vrouwe van Putten en vanaf 1316 vrouwe van de heerlijkheid Strijen.
Beatrijs trouwde (1) circa 1311 met Hugo V van Zottegem (-1321) burggraaf van Gent en door huwelijk heer van Putten. Hugo V van Zottegem was de laatste effectieve kastelein van Gent. Hij streed mee in de Guldensporenslag aan de zijde van de Franse koning tegen de graaf. Hij was een zoon van Gerard II van Zotteghem (-voor 1319) heer van Zottegem en Vianen en van 1280 tot 1307 burggraaf van Gent uit het geslacht Enghien afkomstig uit Edingen en Maria van Gent (-1295). Beatrijs en Hugo hadden één zoon: Hugo II van Edingen-Zottegem (voor 1321-) die trouwde met Katherina van Maldegem.
Beatrijs trouwde (2) circa 1322 met Guy/Gwijde van Vlaanderen (-1345), de neef van Willem I van Namen (1324-1391).
- Oda (ook wel: Oeda) van Putten en Strijen (±1300 - voor 1336). Zij trouwde in 1315 met Willem IV van Horne. Zij zette de stamboom voort, o.a. via haar kleinzoon  Zweder van Abcoude (±1340-1400) die Aleid II opvolgde als heer van Putten en Strijen. Zie Kinderen van Nicolaas III voor een uitgebreider overzicht.
- Aleid II van Putten, van 1354 tot 1361 vrouwe van Putten en Strijen (±1305 -1361). Zij trouwde in 1326[18] met Boudewijn V van Praat de laatste heer van de heerlijkheid van Praet te Oedelem (-3 april 1373), begraven in de Sint-Lambertuskerk te Oedelem. Uit dit huwelijk zijn geen kinderen geboren.

### Verwantschap met het Huis van Oranje-Nassau
Willem van Oranje is een nazaat van het Huis van Putten via de volgende lijnen
- Nicolaas III van Putten & Aleida, Vrouwe van Strijen - hun middelste dochter:
  - Oda van Putten en Strijen (1295-1332) & Willem IV van Horne Altena - hun dochter:
    - Oda (Oede, Oeda) van Horne-Altena (±1324-1353) & Jan II van Polanen (neef van Willem van Duivenvoorde, een halfbroer van zijn vader) - hun zoon:
      - Jan III van Polanen (1340-1394) & Odilia van Salm-Ravenstein (1370–1428) - hun dochter:
        - Johanna van Polanen (1392-1445) & Engelbrecht van Nassau; Johanna erfde (via haar vader en grootvader) de giga-grote bezittingen van Willem van Duivenvoorde. Zij zijn de overgrootouders van Willem I van Nassau-Dillenburg, ook wel "Willem de Rijke" genoemd (vanwege die rijkdom, geërfd van Johanna van Polanen), de vader van Willem van Oranje.